# Bank Sparhafen Zürich
O Bank Sparhafen Zürich é um banco regional suíço com sede em Zurique, na Suíça. Seus negócios são tradicionalmente em bancos de varejo, empréstimos hipotecários, bancos privados e bancos com pequenas e médias empresas.

## História
Em 1850, a empresa foi fundada como uma associação e convertida em cooperativa em 1906.
Em 1977, comprou várias casas multifamiliares e ingressou no negócio imobiliário, posteriormente construído por meio de novas compras. Para dividir os negócios bancários e as atividades imobiliárias, uma nova organização foi fundada em 2004. O antigo banco cooperativo Sparhafen Zurich foi convertido na empresa de coberturas BSZ Genossenschaft. O banco existente foi incorporado à nova subsidiária Bank Sparhafen Zürich e o gerenciamento de propriedades foi transferido para a subsidiária BSZ Immobilien AG .

Em 2009, o banco foi incluído na RBA-Holding AG, onde pertence ao subgrupo de bancos clientes. 